# میشکان
میشکان (عبری : מִשְׁכַּן به معنی لغوی مسکن، محل سکونت) یا تبرنکل به معنی حضور قابل حمل و روحانی خداوند همراه با قوم اسراییل در زمانی که از مصر خارج شدند تا زمانی که سلیمان اولین معبد را بسازد بود. دستورالعمل ساخت آن توسط خداوند به موسی ابلاغ شد و موسی دستور داد بر اساس ابعاد وحی شده به او میشکان ساخته شود. در عهد عتیق هیچ مطلبی در مورد میشکان بعد از نابودی معبد اول توسط بابلیان در ۵۸۷ قبل از میلاد نیامده است. در کاملترین توضیح از میشکان، آن شامل یک لایه درونی به نام قدس‌الاقداس بود که در آن تابوت عهد نگهداری میشد. در لایه بیرونی که محل مقدس نام داشت چراغ طلایین، میز نان و محل خوشبوکننده وجود داشت. میشکان به‌صورت چادر بود و در زمان حرکت قوم اسراییل جمع شده و توسط آنان حمل میشد.

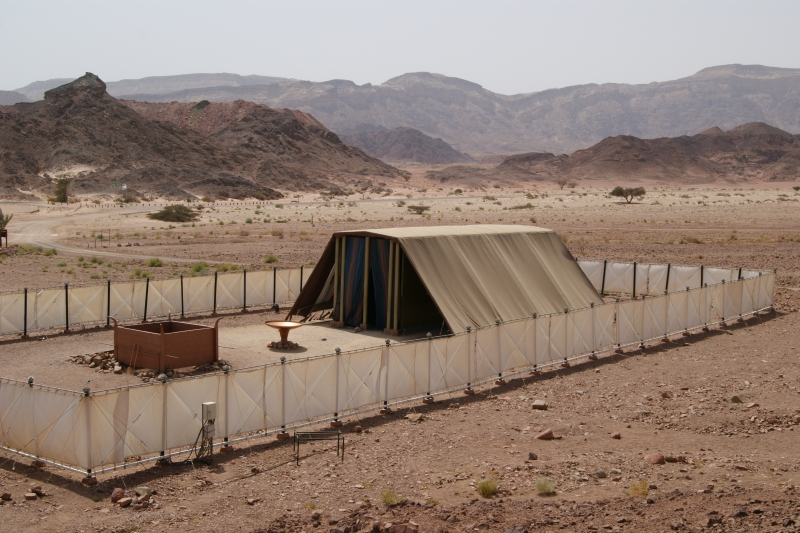
مدل میشکان در پارک تیمنا در اسراییل

## معنی لغوی
میشکان از ریشه شکن که معادل سکن در عربی و فارسی است گرفته شده‌است. معنی لغوی آن محل حضور یا سکنی گزیدن است که ارتباط با حضور خداوند به همراه قوم اسراییل دارد. این حضور معمولاً به عنوان حضور شکینا (سکینه) در نظر گرفته می‌شود. واژه لاتین تبرنکل که در ترجمه انگلیسی استفاده می‌شود به معنی چادر است.

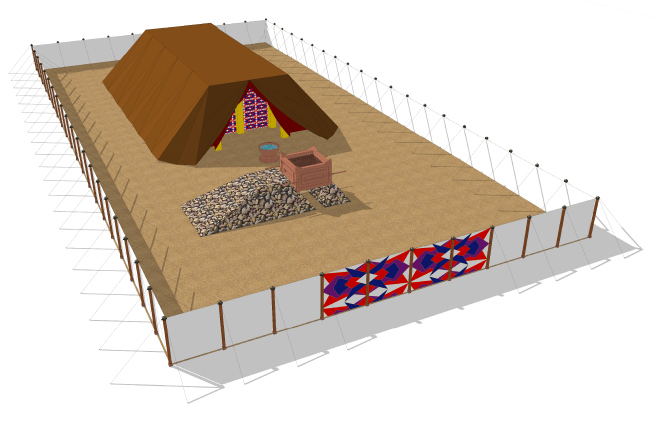
مدل میشکان به صورت چادر

## ویژگیها
دستور ساخت میشکان در کتاب خروج به موسی داده می‌شود :" و بگذار که آنها برای من یک عبادتگاه بسازند تا من در بین آنان حضور یابم. بر اساس آنچه که من به تو نشان خواهم داد و مختصات آن را و مفروشات آن را به تو خواهم گفت و تو آن را خواهی ساخت"(خروج ۲۵:۸-۹)
تاریخدانان معمولاً اعتقاد دارند که در کتاب خروج در مورد دو چادر صحبت می‌شود و یک چادر چادر شخصی موسی است و دیگری چادری است که میشکان بود.

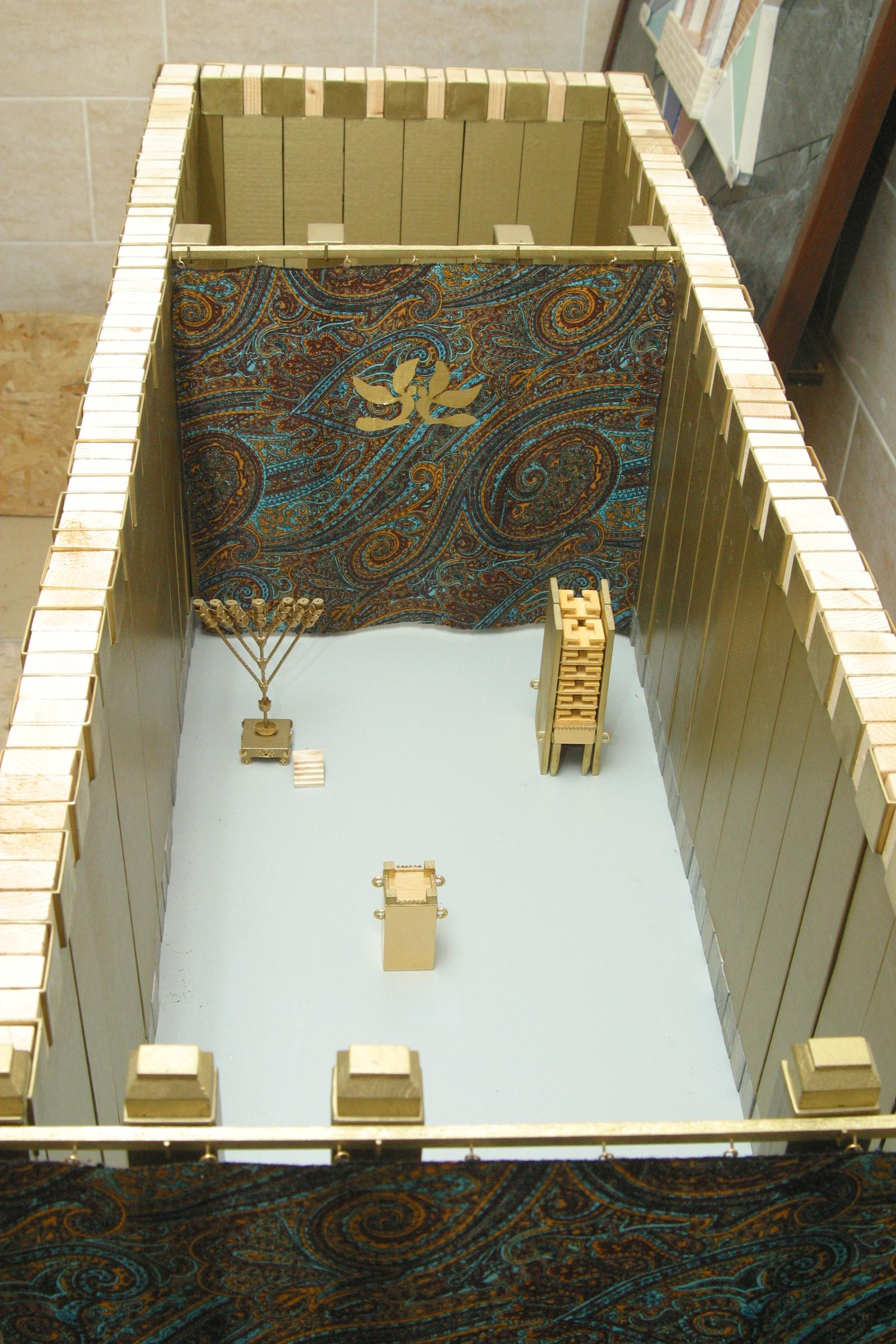
مدل میشکان که در آن محل مقدس و قدس الاقداس در پشت پرده نشان داده شده است.

## سازندگان
در فصل ۳۱ کتاب خروج سازندگان میشکان مشخص می‌شوند :"خدا به موسی گفت :"من بزالل پسر اوری پسر هور را از قبیله یهودا انتخاب کردم. من او را با روح مقدس پر کردم و به او حکمت، دانایی و علم دادم و هر فنی را آموختم. او قادر خواهد بود که نقشه را بکشد و کارهای طلا و نقره و مس و سنگبری و چوببری و کارهای دیگر را انجام دهد. من همچنین به او اوهولیاب پسر آچیسماخ از قبیله دان را دادم. من در قلب هر فرد با استعداد طبیعی حکمت قرار دادم. آنها هر آنچه را که من دستور دادم خواهند ساخت ، چادر ملاقات، تابوت عهد و روکش آن، تمامی وسایل چادر، میز و وسایل آن، منورای پاکیزه و وسایل آن، محل خوشبوسازی، محل قربانی و وسایل آن، محل شستشو و پایه آن، پارچه بسته بندی، لباسهای مقدس هارون کاهن و پسرانش تا بپوشند و خدمت کنند، روغن مسح، و عود برای عبادتگاه. آنها هر آنچه من دستوردادم انجام خواهند داد. " (خروج ۳۱:۱-۱۱)